# Fight
Fight was een Amerikaanse heavymetalband.

## Geschiedenis
Fight werd gevormd door Judas Priest-frontman Rob Halford, na zijn vertrek in 1992. Hij nam met zijn vertrek drummer Scott Travis mee, ook van Judas Priest. De bezetting werd vervolledigd door Russ Parrish (gitaar), Brian Tilse (gitaar en keyboard) en Jay Jay (basgitaar).
Fight klonk anders aan dan Halfords eerdere band: het bracht een combinatie van klassieke metal (zoals Judas Priest) en nieuwe bands (zoals Pantera).
Van Fight verschenen drie studioalbums voordat de band er in 1995 mee stopte, maar Halford bracht in 2006 de studioalbums uit via iTunes, evenals zijn andere solowerken.

## Discografie
- War of Words (1994)
- Mutations (deels live- en deels studioalbum, 1994)
- A Small Deadly Space (1995)
- K5: The War of Words Demos (uitsluitend via iTunes, 2006)